# Stygnidius
Genre
Synonymes
- Heterostygnus Roewer, 1913

Stygnidius est un genre d'opilions laniatores de la famille des Stygnidae.

## Distribution
Les espèces de ce genre se rencontrent en Amérique du Sud.

## Liste des espèces
Selon World Catalogue of Opiliones (04/10/2021) :
- Stygnidius guerinii Sørensen, 1932
- Stygnidius inflatus (Gervais, 1842)
- Stygnidius yekwana Villarreal, 2004

## Publication originale
- Simon, 1879 : « Essai d'une classification des Opiliones Mecostethi. Remarques synonymiques et descriptions d'espèces nouvelles. Première partie. » Annales de la Société Entomologique de Belgique, vol. 22, p. 183–241 (texte intégral).